# 韓林児
韓 林児（かん りんじ、生年不詳 - 1366年）は、元末の群雄の一人。真定府欒城県の出身。

## 生涯

### 出生
白蓮教の指導者であった父の韓山童は北宋の徽宗皇帝の八世の孫を称し、信者の劉福通らとともにモンゴルの支配に抵抗して挙兵を試みた（紅巾の乱）。しかし、挙兵直前に計画が露顕し、韓山童は処刑されてしまう。韓林児は母の楊氏とともに山間に逃れた。
劉福通らは潁州で挙兵。徐寿輝や郭子興らも挙兵し、白蓮教徒は一大勢力となる。至正15年（1355年）、劉福通は碭山に隠れ住んでいた韓林児を探し出し、白蓮教勢力の旗頭として擁立した。

### 即位
韓林児は父の韓山童の遺志を継ぐ形で、亳州で小明王（韓山童を明王と称した。皇帝に同じ）を称し、国号を大宋（宋）、年号を「龍鳳」と定め、母の楊氏を皇太后とした。「宋」を再興することによって、元に抑圧された漢民族の支持を得る狙いもあったと考えられる。
全国で反乱を続ける紅巾軍・白蓮教徒の名目上の総帥となったが、実際には丞相となった劉福通の傀儡であり、また紅巾軍内部も陳友諒・郭子興などは独立傾向を強め一枚岩とは言えなかった。元軍に攻められ、いったん安豊へ逃れるが、龍鳳4年（1358年）、劉福通は北宋の都であった汴梁を落とし、5月韓林児を迎え入れて都とした。しかし龍鳳5年（1359年）、元のチャガン・テムル（察罕帖木児）・ボロト・テムル（孛羅帖木児）ら討伐軍に都を囲まれ、韓林児・劉福通主従は再び安豊へ逃亡し、宋軍の勢威は失墜した。
龍鳳9年（1363年）、平江路を拠点として勢力を拡大していた張士誠の軍に攻められ、張士誠軍の武将の呂珍の攻勢により劉福通は敗死。韓林児は郭子興の死後その兵力を受け継いだ呉国公朱元璋に救援を求めた。朱元璋は自ら兵を率いて呂珍を破り、韓林児を徐州へ移送した。龍鳳10年（1364年）朱元璋は呉王を称し、同じく呉王を名乗る張士誠とは不倶戴天の敵となった。
龍鳳12年（1366年）、朱元璋は自らの本拠地の応天府へ韓林児を呼び寄せたが、その途中瓜歩に船が転覆し韓林児は溺死した。一説では朱元璋の命を受けた部将の廖永忠に暗殺されたともいう。以来、朱元璋は白蓮教勢力から離れ、1367年張士誠を破って江南を統一、さらに1368年には応天府で皇帝に即位し、明を建国する。

## フィクション
小説『倚天屠龍記』では、父の韓山童が部下の朱元璋の策にかかり殺された時、朱元璋は仁者ぶって韓林児の処刑をためらってみせたものの、結局は川に沈め溺死させた。後に朱元璋は明教を利用し天下を制圧したとなっている。

## 伝記史料
- 『明史』巻122 列伝第十